# Sparganothis
Sparganothis är ett släkte av fjärilar som beskrevs av Jacob Hübner 1825. Sparganothis ingår i familjen vecklare.

## Bildgalleri

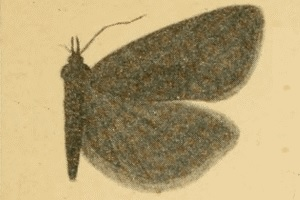

## Dottertaxa tillSparganothis, i alfabetisk ordning[1][2]
- Sparganothis abiskoana
- Sparganothis albicaudana
- Sparganothis amoebaea
- Sparganothis austera
- Sparganothis belfrageana
- Sparganothis bistriata
- Sparganothis breviornatana
- Sparganothis breviplicana
- Sparganothis calidana
- Sparganothis californiana
- Sparganothis cana
- Sparganothis caryae
- Sparganothis chambersana
- Sparganothis chionophthalma
- Sparganothis cinereana
- Sparganothis danticana
- Sparganothis daphnana
- Sparganothis demissana
- Sparganothis diluticostana
- Sparganothis diminutana
- Sparganothis directana
- Sparganothis distincta
- Sparganothis effoetana
- Sparganothis egana
- Sparganothis elimata
- Sparganothis euphronopa
- Sparganothis ferreana
- Sparganothis flavibasana
- Sparganothis fulgidipennana
- Sparganothis fulvoroseana
- Sparganothis gallivorana
- Sparganothis geminorum
- Sparganothis gracilana
- Sparganothis gratana
- Sparganothis groteana
- Sparganothis helianthes
- Sparganothis hudsoniana
- Sparganothis illuminata
- Sparganothis illustris
- Sparganothis inconditana
- Sparganothis irrorea
- Sparganothis ithyclina
- Sparganothis karacana
- Sparganothis lamberti
- Sparganothis lapponana
- Sparganothis larreana
- Sparganothis lugens
- Sparganothis luteolana
- Sparganothis lycopodiana
- Sparganothis machimiana
- Sparganothis matsudai
- Sparganothis mesospila
- Sparganothis morata
- Sparganothis myrota
- Sparganothis nephela
- Sparganothis nigrocervina
- Sparganothis niveana
- Sparganothis obscurana
- Sparganothis pilleriana
- Sparganothis praecana
- Sparganothis procax
- Sparganothis pulcherrimana
- Sparganothis puritana
- Sparganothis putmanana
- Sparganothis quercana
- Sparganothis repandana
- Sparganothis reticulatana
- Sparganothis rubicundana
- Sparganothis rudana
- Sparganothis salinana
- Sparganothis saracana
- Sparganothis saturatana
- Sparganothis scotiana
- Sparganothis senecionana
- Sparganothis solidana
- Sparganothis striata
- Sparganothis subacida
- Sparganothis subauratana
- Sparganothis sulfureana
- Sparganothis taracana
- Sparganothis tempestiva
- Sparganothis testulana
- Sparganothis tristriata
- Sparganothis tunicana
- Sparganothis umbrana
- Sparganothis unifasciana
- Sparganothis uniformata
- Sparganothis violaceana
- Sparganothis virginiana
- Sparganothis vitis
- Sparganothis vocaridorsana
- Sparganothis xanthoides
- Sparganothis yumana